# 사천시의 국회의원

## 행정구역 변천
- 1945년 8월 15일 경상남도 사천군
- 1956년 7월 8일 사천군 삼천포읍·남양면에 삼천포시 설치
- 1995년 5월 10일 삼천포시와 사천군이 통합하여 사천시 설치

## 사천시의 역대 국회의원 일람
| 대수         | 이름           | 소속정당   | 임기                                 | 선거구역                           | 개표결과 |
| ------------ | -------------- | ---------- | ------------------------------------ | ---------------------------------- | -------- |
| 제1대        | 최범술(崔凡述) | 무소속     | 1948년 5월 31일 - 1950년 5월 30일    | 사천군 일원(제24선거구)            | 보기     |
| 제2대        | 정헌주(鄭憲柱) | 무소속     | 1950년 5월 31일 - 1954년 5월 30일    | 사천군 일원(제25선거구)            |          |
| 제3대        | 정갑주(鄭甲柱) | 자유당     | 1954년 5월 31일 - 1958년 5월 30일    | 사천군 일원(제25선거구)            |          |
| 제4대        | 이재현(李在賢) | 무소속     | 1958년 5월 31일 - 1960년 7월 28일    | 삼천포시 일원(제15선거구)          |          |
| 제4대        | 정헌주(鄭憲柱) | 민주당     | 1958년 5월 31일 - 1960년 7월 28일    | 사천군 일원(제33선거구)            |          |
| 제5대 민의원 | 이재현(李在賢) | 무소속.    | 1960년 7월 29일 - 1961년 5월 16일    | 삼천포시 일원(제15선거구)          |          |
| 제5대 민의원 | 정헌주(鄭憲柱) | 민주당     | 1960년 7월 29일 - 1961년 5월 16일    | 사천군 일원(제33선거구)            |          |
| 제6대        | 김용순(金容珣) | 민주공화당 | 1963년 12월 17일 - 1967년 6월 30일   | 삼천포시·사천군·하동군 일원        |          |
| 제7대        | 김용순(金容珣) | 민주공화당 | 1967년 7월 1일 - 1971년 6월 30일     | 삼천포시·사천군·하동군 일원        |          |
| 제8대        | 최세경(崔世卿) | 민주공화당 | 1971년 7월 1일 - 1972년 10월 17일    | 삼천포시·사천군 일원               |          |
| 제9대        | 최세경(崔世卿) | 민주공화당 | 1973년 3월 12일 - 1979년 2월 19일    | 진주시·진양군·삼천포시·사천군 일원 |          |
| 제9대        | 정헌주(鄭憲柱) | 신민당     | 1973년 3월 12일 - 1979년 3월 11일    | 진주시·진양군·삼천포시·사천군 일원 |          |
| 제10대       | 구태회(具泰會) | 민주공화당 | 1979년 3월 12일 - 1980년 8월 27일    | 진주시·진양군·삼천포시·사천군 일원 |          |
| 제10대       | 이상민(李尙致) | 무소속     | 1979년 3월 12일 - 1980년 10월 27일   | 진주시·진양군·삼천포시·사천군 일원 |          |
| 제11대       | 안병규(安秉珪) | 민주정의당 | 1981년 4월 11일 - 1985년 4월 10일 \| | 진주시·진양군·삼천포시·사천군 일원 |          |
| 제11대       | 조병규(趙炳奎) | 한국국민당 | 1981년 4월 11일 - 1985년 4월 10일 \| | 진주시·진양군·삼천포시·사천군 일원 |          |
| 제12대       | 안병규(安秉珪) | 민주정의당 | 1985년 4월 11일 - 1988년 5월 29일    | 진주시·진양군·삼천포시·사천군 일원 |          |
| 제12대       | 이상민(李尙玟) | 민주한국당 | 1985년 4월 11일 - 1988년 5월 29일    | 진주시·진양군·삼천포시·사천군 일원 |          |
| 제13대       | 황성균(黃性均) | 민주정의당 | 1988년 5월 30일 - 1992년 5월 29일    | 삼천포시·사천군 일원               |          |
| 제14대       | 김기도(金基道) | 민주자유당 | 1992년 5월 30일 - 1996년 5월 29일    | 삼천포시·사천군 일원               |          |
| 제15대       | 황성균(黃性均) | 무소속     | 1996년 5월 30일 - 2000년 5월 29일    | 사천시 일원                        |          |
| 제16대       | 이방호(李方鎬) | 한나라당   | 2000년 5월 30일 - 2004년 5월 29일    | 사천시 일원                        |          |
| 제17대       | 이방호(李方鎬) | 한나라당   | 2004년 5월 30일 - 2008년 5월 29일    | 사천시 일원                        |          |
| 제18대       | 강기갑(姜基甲) | 민주노동당 | 2008년 5월 30일 - 2012년 5월 29일    | 사천시 일원                        |          |
| 제19대       | 여상규(余尙奎) | 새누리당   | 2012년 5월 30일 ~ 2016년 5월 29일    | 사천시·남해군·하동군 일원          |          |
| 제20대       | 여상규(余尙奎) | 새누리당   | 2016년 5월 30일 ~ 2020년 5월 29일    | 사천시·남해군·하동군 일원          |          |
| 제21대       | 하영제(河榮帝) | 미래통합당 | 2020년 5월 30일 ~ 2024년 5월 29일    | 사천시·남해군·하동군 일원          |          |
| 제22대       | 서천호(徐千浩) | 국민의힘   | 2024년 5월 30일 ~                    | 사천시·남해군·하동군 일원          |          |

## 같이 보기
- 하동군의 국회의원
- 진주시의 국회의원
- 남해군의 국회의원
- 사천군의 국회의원
- 삼천포시·사천군
- 사천시 (선거구)
- 사천시·남해군·하동군